# Hedwig van Saksen

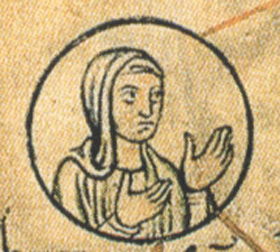
Hedwig van Saksen

Hadewich van Saksen (tussen 914 en 920 — 19 mei 965) was door een strategisch huwelijk met Hugo de Grote mede-heerseres over grote grondgebieden in het huidige Duitsland en Frankrijk. Ze was een dochter van Hendrik de Vogelaar, hertog van Saksen, en zijn tweede vrouw Mathilde van Ringelheim, een behendig strateeg en erudiete koningin die afstamde van hertog Widukind.
Haar geboortejaar is niet precies bekend. Wel is bekend dat zij jonger is dan haar broer Otto (geboren 912) en haar zus Gerberga (geboren 914) en ouder dan haar broer Hendrik, die vermoedelijk in 921 werd geboren.
In 937 of 938 trouwde ze met Hugo de Grote, Hertog der Franken (dux francorum). Hun zoon Hugo Capet zou in 987 gekroond worden als koning van Frankrijk. Toen haar man in 956 overleed trad haar broer Bruno de Grote tijdelijk op als regent.
Hedwig kreeg tijdens haar huwelijk met Hugo de volgende kinderen:
- Beatrix, geboren rond 938, huwde met Frederik I van Lotharingen
- Hugo, geboren rond 940, die later onder de naam Hugo Capet koning van Frankrijk werd
- Emma (ovl. na 968), huwde met Richard I van Normandië
- Otto, geboren in 945, hertog van Bourgondië en graaf van Auxerre
- Odo, geboren in 948, ook wel Hendrik

## Voorouders
| Voorouders van Hedwig van Saksen (914-965) | Voorouders van Hedwig van Saksen (914-965)                            | Voorouders van Hedwig van Saksen (914-965)                            | Voorouders van Hedwig van Saksen (914-965)                            | Voorouders van Hedwig van Saksen (914-965)                            | Voorouders van Hedwig van Saksen (914-965)                            | Voorouders van Hedwig van Saksen (914-965)                            | Voorouders van Hedwig van Saksen (914-965)                            | Voorouders van Hedwig van Saksen (914-965)                            |
| ------------------------------------------ | --------------------------------------------------------------------- | --------------------------------------------------------------------- | --------------------------------------------------------------------- | --------------------------------------------------------------------- | --------------------------------------------------------------------- | --------------------------------------------------------------------- | --------------------------------------------------------------------- | --------------------------------------------------------------------- |
| Overgrootouders                            | Liudolf van Saksen (806-866) ∞ Oda van Billung (806-913)              | Liudolf van Saksen (806-866) ∞ Oda van Billung (806-913)              | Hendrik van Babenberg (820-886) ∞ Ingeltrude van Friuli (836-867)     | Hendrik van Babenberg (820-886) ∞ Ingeltrude van Friuli (836-867)     | ? (–) ∞ ? (-)                                                         | ? (–) ∞ ? (-)                                                         | ? (–) ∞ ? (-)                                                         | ? (–) ∞ ? (-)                                                         |
| Grootouders                                | Otto I van Saksen (850–912) ∞ Hedwig van Babenberg (956-1003)         | Otto I van Saksen (850–912) ∞ Hedwig van Babenberg (956-1003)         | Otto I van Saksen (850–912) ∞ Hedwig van Babenberg (956-1003)         | Otto I van Saksen (850–912) ∞ Hedwig van Babenberg (956-1003)         | Diederik (-) ∞ ca. 890 Reginhilde (ca. 870-?)                         | Diederik (-) ∞ ca. 890 Reginhilde (ca. 870-?)                         | Diederik (-) ∞ ca. 890 Reginhilde (ca. 870-?)                         | Diederik (-) ∞ ca. 890 Reginhilde (ca. 870-?)                         |
| Ouders                                     | Hendrik de Vogelaar (876-936) ∞ 909 Mathilde van Ringelheim (895-968) | Hendrik de Vogelaar (876-936) ∞ 909 Mathilde van Ringelheim (895-968) | Hendrik de Vogelaar (876-936) ∞ 909 Mathilde van Ringelheim (895-968) | Hendrik de Vogelaar (876-936) ∞ 909 Mathilde van Ringelheim (895-968) | Hendrik de Vogelaar (876-936) ∞ 909 Mathilde van Ringelheim (895-968) | Hendrik de Vogelaar (876-936) ∞ 909 Mathilde van Ringelheim (895-968) | Hendrik de Vogelaar (876-936) ∞ 909 Mathilde van Ringelheim (895-968) | Hendrik de Vogelaar (876-936) ∞ 909 Mathilde van Ringelheim (895-968) |